# 饶安县 (东汉)
饶安县，中国古县名。
东汉灵帝时，改千童县置，治所在今河北省盐山县西南旧县，属勃海郡。北魏熙平二年（517年）后为沧州治。唐朝贞观十二年（638年），徙治今河北省孟村回族自治县县南新县。《新唐书·李同捷传》：太和二年（828年），王智兴讨李同捷，其将李君谋以轻兵绝河，“降饶安壁五千兵”，即此。北宋熙宁四年（1071年）省入清池县。 